# 캄피오나토 이탈리아노 디 프리마 카테고리아 1908
프리마 카테고리아 1908는 11번째로 열리는 이탈리아 축구 리그의 최상위 대회이며, 본 시즌은 1908년 3월 1일에 시작하여 1908년 5월 17일에 종료했다. 우승구단은 프로 베르첼리이며, 첫 번째 우승을 거두었다.
본 대회는 차후에 FIF가 비공인한 리그인 캄피오나토 페데랄레 디 프리마 카테고리아 1908와 동시에 진행됐고, 페데랄레 우승자에게는 "이탈리아 페데랄레 챔피언"이라는 신설 타이틀이 수여됐다.

## 시즌
본 토너먼트 대회는 페데라치오네 이탈리아나 델 풋볼(FIF)에서 주최한 열한 번째 이탈리아 축구 리그다.

### 소식
프로 베르첼리가 최초로 리그에 참가했다.

#### 캄피오나토 이탈리아노와 페데랄레 리그
리그가 출범한 후 약 10년이 지난 시점에서, FIF는 이탈리아에 이 시합을 만든 외국인 선수들을 리그에서 강제적으로 제외하는 소위 "이탈리아화"하겠다는 결정을 내렸고, 이탈리아 축구는 큰 변화를 맞게 된다. FIF의 이와같은 결정은 축구단(풋볼 클럽)에 큰 타격을 줬으며, 이와 반대로 당시 이탈리아 체조 연맹이 주관한 축구 대회에 더 많은 관심이 있었으나 잉글랜드 인들의 영향을 받지 않아 약체이고 모두 이탈리아인 운동선수들로 조직된 '스포츠 단체'(우니오네 스포르티보)와 '체조 단체'(우니오네 진니코)에 더 큰 기회가 돌아가게 됐다. 그러나 1907년 10월 20일에 열린 회의에서 안드레아 도리아의 오베르티 회장은 프리마와 세콘다 카테고리아를 2개의 리그로 분리한 리그 병행안 제안했다. 하나는 이탈리아노리그로 "캄피오네 디탈리아"(이탈리아 챔피언) 타이틀과 신설하는 코파 로몰로 부니 컵을 놓고 오직 이탈리아 선수들만 참가하고, 또 다른 페데랄레 리그에는 "캄피오네 페데랄레 디탈리아"(이탈리아 연방 챔피언)라는 새로운 타이틀과 영예로운 코파 스펜스리 컵을 놓고 내, 외국인 선수 모두 참가할 수 있게 하자는 제안이었다.
«총회에서 두 대회를 치룰 수 있게끔 규정을 변경하자고 결정했다. 하나는 '캄피오나토 페데랄레'로 협회에 등록된 모든 구단과 외국인 선수들 또한 참가 가능하다..., 그리고 또 하나는 '캄피오나토 이탈리아노'로 이탈리아 혹은 귀화 선수들 만이 참가할 수 있다... 코파 스팬스리는 이 페데랄레 리그에, 코파 부니는 이탈리아노 리그에 배정한다...»

위 안이 승인됨에 따라 대형 구단들의 격한 반응이 쏟아져 나왔다. FIF가 리그 재구성을 시도했음에도 불구하고 여러 구단들은 대회 불참이라는 결정까지 내린다. 여러 축구단(풋볼 클럽)들은 다국적 선수 리그를 위해 "페데랄레"(연방)라는 명칭을 사용하는 것과 자국민 자립 리그를 위해 "이탈리아노"라는 명칭 사용하는 것 사이의 법적 차이점에 대해 이의를 제기했으며, 외국 선수들이 '이탈리아 챔피언' 타이틀을 위해 경쟁할 권리를 앗아가는 행위이고, FIF는 페데랄레 리그가 이탈리아노 리그보다 "더 위대한 시합"이라고 공개적으로 명확히 했으나 알려진게 없는 "페데랄레 챔피언"(연방 챔피언) 타이틀 쟁탈전으로 좌천시킨 것과 다름없다고 주장했다.
«비록 클럽 토리노, 밀란 클럽, 리베르타스, 제노아 클럽, 나폴리 FBC 구단들의 철회는 매우 애통스러우나, 구단 대표들은 이탈리아 선수들만을 위한 캄피오나토 이탈리아노 구상안을 엄숙하게 확언했다... 대표진은 외국인 선수들로 구성된 구단들에게 더 위대한 캄피오타노 페데랄레에 참가할 수 있게하여 그들의 권리가 침해받지 않고, 이탈리아 전역에 축구가 퍼져 더 많은 경기들이 열리길 원했다.»

소위 "국제적인 척하는" 구단들은 그들의 행보를 굽히지 않았다. 이탈리아 영주권이 있는 외국인들만 캄피오나토 페데랄레에 참가할 수 있는 규제 비판을 멈추지 않았다. 대형 구단들은 FIF의 새 정책을 받아들일 경우 리그에서 외국인 선수를 전면적으로 배제하는 계기가 될 것을 우려하여 격렬한 반대를 했다. 1907년 11월 9일 21개 구단은 대형 구단 간의 협의를 위해 FIF 회의에 참석했으나, 오직 유벤투스만 참석했고, 제노아, 밀란, 토리노는 저항의 의미로 불참했다.

1908년 두개의 대회가 열렸다. 페데랄레 대회는 외국인들 또한 가능하며, 이탈리아노 대회는 오직 이탈리아인들만 참가할 수 있다. 어떻게 연맹 대표위가 리그를 분할했는지 토리노 기반의 신문 라 스탐파 기사에 잘 나와있다.
«스포츠를 사랑하는 사람들은 대회에 참가하는 외국인 수가 얼마나 증가했는지 알 것이다. 신생 구단들이 자기 자신을 이탈리아 선수라 우기는 것을 방지하기 위해... 이러한 연유로 불가불 외국인 선수들을 국내 리그에서 제외시켜야 한다... 그리하여 아래와 같이 결정을 내린다. 첫째 캄피오나토 이탈리아노는 오직 이탈리아 선수에게, 둘째 캄피오나토 페데랄레는 연맹 소속 구단의 모든 선수들에게 열려있다. 이러한 방침은 프리마, 세콘다, 테르차 카테고리아에 동일하게 적용된다. 마지막으로, 지금까지의 대회는 있는 그대로 변경이 없으며, 그러나 모두에게 열려있는 대회 명칭은 페데랄레로 변경하고, '이탈리아 챔피언' 타이틀이 걸린 제일 중요한 대회는 오직 이탈리아인들에게 열려있으며 아름다운 코파 로몰로 부니 트로피가 수여된다.»

### 구성
이번 대회는 이전 시즌의 규정과 동일하게 진행되어, 홈-어웨이의 방식이 유지되고, 세 지역에서 예선을 가져 지역 대표가 전국 단위의 결선에 진출하는 구성이 유지됐다.

### 대회
1908년 FIF의 결정에 반대하여 전년도 챔피언인 밀란을 포함하여, 제노아, 토리노는 이탈리아노 대회 참가는 물론이고 페데랄레 대회 또한 참가하지 않았다.
유벤투스는 반대파에 속해있었으나 애매한 위치에 있었다. 유벤투스는 프로 베르첼리에게 패배한 후에 반대파에 들어갔다.

#### 대형 구단과의 조정
주간지 라 스탐파 스포르티바의 논설에 따르면 이탈리아의 1908년 시즌은 성공적이지 못했다고 한다. 그치만 외국인 선수를 이탈리아 리그에서 제외하고 이탈리아에 거주하는 외국인들에게는 페데랄레 리그에 참가하게 하는 FIF의 결정에는 동조했다. 위의 결정이 이탈리아 선수들에게 더 많은 기회를 주며 이는 이탈리아 축구 발전에 기여할 것이라 했다. 그러나 1908년에 서둘러서 새 규정을 도입한건 성급한 결정이라 평하며, 1년 정도 유예기간을 두어 1908 시즌을 옛 규정으로 진행함과 동시에 1908 시즌에도 리그 3연패를 위해 연맹 챔피언이 아니라 이탈리아 챔피언을 위해 뛰고싶었고, 2년 연속으로 스팬스리 컵과 들어올린 이탈리아 챔피언 밀란을 만족시켰을지도 몰랐을 것이다. FIF의 논란가득한 결정은 많은 외국인으로 구성된 구단들이 두 리그에 불참하게 만드는 결과를 낳았고, 캄피오나토 페데랄레는 물론이고 캄피오나토 이탈리아나의 참가구단 수를 감소하게 만들었다. 위 주간지는 대형 구단들이 이러한 역경을 잘 이겨낼 것이며 캄피오나토 페데랄레 참가를 수락하길 기원했다.
제노아구단의 괴츠로프 비서는 토리노의 라 스탐파 스포르티바에 보낸 서간에서 캄피오나토 이탈리아나에서 외국인 선수를 축출하여 이탈리아에 축구를 전파한 외국인에게 배은망덕한 태도를 보였고, 캄피오나토 이탈리아노의 우승 구단을 위해 트로피를 기증한 스펜스리 본인에게 아무런 동의를 구하지 않고 스펜스리 컵을 캄피오나토 페데랄레에 부여한 FIF 결정에 대한 경멸을 표현했다. 괴츠로프는 더 나아가 이런 결정은 캄피오나토 이탈리아노가 부흥하는데 영원한 걸림돌이 될 것이라 FIF를 비판했고, 페데랄레와 이탈리아노 캄피오나토라는 두 리그 명은 모순됐다고 지적하며, 반대파가 FIF와 협상하기 위해 대회명을 "캄피오나토 페데랄레 이탈리아노"와 "캄피오나토 나치오날레 이탈리아"로 바꾸고 두 챔피언이 맞붙을 결승전을 만들자는 제안을 했으나 수용되지 않았음을 언급했다. 괴츠로프는 제노아 구단 선수의 85%가 이탈리아 국적의 선수로 구성돼 있고 오직 한 선수(더 브라윈)만이 외국인 임에도 불구하고 본 사건의 정당성을 위해 반대파에 들어가게 됐다고 피력했다.
시즌 종료 후, 반대파 구단들은 FIF와 단계적으로 접촉을 했고 마침내 1908년 9월 밀라노에서 두 리그 관련 문제들과 "캄피오나토 나치오날레 이탈리아노"와 "캄피오나토 페데랄레 이탈리아노"로 리그 명칭을 변경하는 것들을 논의하기 위해 밀라노 구단같의 회의가 있었다. 1908년 11월 8일 회합에서 연패를 거둔 밀란 구단에게 코파 스펜스리를 영구 수여를 하고 코파 차카리아 오베르티 트로피를 신설하여 다음 페데랄레 챔피언에게 수여하기로 결정을 내렸다. "페데랄레", "이탈리아노" 명칭은 다음 시즌에도 유지되며, 코파 차카리아 오베르티 트로피는 페데랄레 챔피언에게, 코파 로몰로 부니 트로피는 이탈리아 챔피언에게 수여하기로 했다. 주간지 라 스탐파 스포르티바는 FIF 주요 요직에 외국인을 앉히려는 시도가 유벤투스의 반대로 실패하고, "캄피오나토 페데랄레" 명칭을 "캄피오나토 페데랄레 이탈리아노"로 변경하는 것도 불허 되는 등의 여러 이유로 인해 제대로된 합의가 도출되지 않은 점을 들며 회합 결과를 부정적으로 평가했다.
그리고 이 이탈리아 축구의 위기는 아무일 없이 흘러가지 않았다. 3월 9일 FIF와 궤를 같이하는 몇몇 AC 밀란 회원에 반대하고 외국인 선수의 유입에 차별이 없어야한다는 의견을 가진 AC 밀란 회원들이 밀란에서 나와 현재 3대 이탈리아 축구 구단 중 하나인 인테르나치오날레를 설립하는 결과를 낳았다.

## 참가 구단

### 리구리아
| 구단            | 도시   | 지난 시즌                  |
| --------------- | ------ | -------------------------- |
| 안드레아 도리아 | 제노바 | 프리마 카테고리아 결선 3위 |

### 롬바르디아
| 구단        | 도시   | 지난 시즌                         |
| ----------- | ------ | --------------------------------- |
| US 밀라네세 | 밀라노 | 프리마 카테고리아 롬바르디아 예선 |

### 피에몬테
| 구단          | 도시     | 지난 시즌                       |
| ------------- | -------- | ------------------------------- |
| 유벤투스      | 토리노   | 프리마 카테고리아 피에몬테 예선 |
| 프로 베르첼리 | 베르첼리 | 첫 참가                         |

## 리구리아 예선

### 결과
- 안드레아 도리아가 유일한 참가 구단이며, 결선 진출.

## 롬바르디아 예선

### 결과
- US 밀라네세가 유일한 참가 구단이며, 결선 진출.

## 피에몬테 예선

### 경기 결과

#### 일정
| 프로 베르첼리 | 1 – 1 | 유벤투스 |
| ------------- | ----- | -------- |
| 프레시아      |       | 마초니스 |

| 유벤투스 | 0 – 2 | 프로 베르첼리 |
| -------- | ----- | ------------- |
|          |       | , 람피니 I    |

### 결과
- 프로 베르첼리가 결선 진출.

## 결선

### 순위
| 순위 | 팀                | 경기 | 승 | 무 | 패 | 득 | 실 | 차 | 승점 |
| ---- | ----------------- | ---- | -- | -- | -- | -- | -- | -- | ---- |
| 1    | 프로 베르첼리 (C) | 4    | 2  | 2  | 0  | 5  | 3  | +2 | 6    |
| 2    | US 밀라네세       | 4    | 2  | 1  | 1  | 8  | 4  | +4 | 5    |
| 3    | 안드레아 도리아   | 4    | 0  | 1  | 3  | 4  | 10 | -6 | 1    |

- 범례 :

  이탈리아 챔피언

#### 우승 주역
| 포메이션 (2-3-5)                                                                               | 선수 (포지션)       |
| ---------------------------------------------------------------------------------------------- | ------------------- |
| 인노첸티 살바네스키 첼로리아 아라 밀라노 I 레오네 로무시 베르티네티 프레시아 비스콘티 람피니 I | 조반니 인노첸티     |
| 인노첸티 살바네스키 첼로리아 아라 밀라노 I 레오네 로무시 베르티네티 프레시아 비스콘티 람피니 I | 카를로 살바네스키   |
| 인노첸티 살바네스키 첼로리아 아라 밀라노 I 레오네 로무시 베르티네티 프레시아 비스콘티 람피니 I | 빈첸초 첼로리아     |
| 인노첸티 살바네스키 첼로리아 아라 밀라노 I 레오네 로무시 베르티네티 프레시아 비스콘티 람피니 I | 구이도 아라         |
| 인노첸티 살바네스키 첼로리아 아라 밀라노 I 레오네 로무시 베르티네티 프레시아 비스콘티 람피니 I | 주세페 밀라노 I     |
| 인노첸티 살바네스키 첼로리아 아라 밀라노 I 레오네 로무시 베르티네티 프레시아 비스콘티 람피니 I | 피에트로 레오네     |
| 인노첸티 살바네스키 첼로리아 아라 밀라노 I 레오네 로무시 베르티네티 프레시아 비스콘티 람피니 I | 로무시              |
| 인노첸티 살바네스키 첼로리아 아라 밀라노 I 레오네 로무시 베르티네티 프레시아 비스콘티 람피니 I | 마르첼로 베르티네티 |
| 인노첸티 살바네스키 첼로리아 아라 밀라노 I 레오네 로무시 베르티네티 프레시아 비스콘티 람피니 I | 빈첸초 프레시아     |
| 인노첸티 살바네스키 첼로리아 아라 밀라노 I 레오네 로무시 베르티네티 프레시아 비스콘티 람피니 I | 안니발레 비스콘티   |
| 인노첸티 살바네스키 첼로리아 아라 밀라노 I 레오네 로무시 베르티네티 프레시아 비스콘티 람피니 I | 카를로 람피니 I     |

### 경기 결과

#### 일정
| 홈 (1라운드)         | 홈 (1라운드) | 대진 1                      | 원정 (4라운드) | 원정 (4라운드) |
|                      |              |                             |                |                |
| 3월 22일             | 5-1          | US 밀라네세-안드레아 도리아 | 2-1            | 5월 17일       |
| 프로 베르첼리 휴식일 |              |                             |                |                |

| 홈 (2라운드)           | 홈 (2라운드) | 대진 2                    | 원정 (5라운드) | 원정 (5라운드) |
|                        |              |                           |                |                |
| 3월 29일               | 0-0          | 프로 베르첼리-US 밀라네세 | 2-1            | 5월 3일        |
| 안드레아 도리아 휴식일 |              |                           |                |                |

| 홈 (3라운드)       | 홈 (3라운드) | 대진 3                        | 원정 (6라운드) | 원정 (6라운드) |
|                    |              |                               |                |                |
| 4월 5일            | 1-2          | 안드레아 도리아-프로 베르첼리 | 1-1            | 4월 26일       |
| US 밀라네세 휴식일 |              |                               |                |                |